# Angad Prathap
Angad Prathap (né le 17 juillet 1982 à Prayagraj) est un Group captain dans l'armée de l'air indienne et l'un des quatre astronautes qui voleront dans l'espace dans le cadre des premiers vols habités de l'Inde dans l'espace, en 2027.
Prathap est inclus dans le processus de sélection des astronautes en 2019 par l'Institut de médecine aérospatiale (IAM), une organisation relevant de la Force aérienne indienne. Plus tard, il a été présélectionné par l'IAM et l'ISRO parmi les quatre finalistes. En 2020, il est parti en Russie pour une formation de base avec trois autres astronautes sélectionnés. La formation de base a été achevée en 2021. De retour en Inde, il a suivi une formation au Centre de formation des astronautes à Bangalore.
Son nom en tant que membre de l'équipe des astronautes a été annoncé officiellement pour la première fois en public le 27 février 2024, lorsque le Premier ministre Narendra Modi a annoncé les noms des membres de l'équipe des astronautes pour la première mission spatiale de l'Inde au Centre spatial Vikram Sarabhai de l'ISRO à Thiruvananthapuram,.

## Biographie
Angad Prathap naît le 17 juillet 1982 à  Prayagraj. Il rejoint le Springdales School et termine le lycée en l'an 2000, puis est reçu  à la National Defence Academy où il obtient un diplôme en 2003, avant de rejoindre l'armée de l'air indienne en 2004. Il est promu wing commander en 2017 avant d'être promu Group captain.
En 2019, Prathap fait partie des douze candidats à être inclus dans le processus de sélection des astronautes par l'Institut de médecine aérospatiale (IAM), avant que la sélection ne soit réduite qu'à quatre candidats : Angad Prathap, Shubhanshu Shukla, Prasanth Balakrishnan Nair, et Ajit Krishnan. Leurs noms sont officiellement dévoilés par le Premier ministre Narendra Modi lors d'une conférence en février 2024.
Leur vol spatial est prévu pour 2027.